# Chamaepentas graniticola
Chamaepentas graniticola là một loài thực vật có hoa trong họ Thiến thảo. Loài này được (E.A.Bruce) Kårehed & B.Bremer mô tả khoa học đầu tiên năm 2007.